# Apatura serarumoides
Apatura serarumoides är en fjärilsart som beskrevs av Felix Bryk 1946. Apatura serarumoides ingår i släktet Apatura och familjen praktfjärilar. Inga underarter finns listade i Catalogue of Life.